# Balledent
Balledent (tiếng Occitan: Baladent) là một xã của tỉnh Haute-Vienne, thuộc vùng Nouvelle-Aquitaine, miền trung nước Pháp.